# Bataille de Karánsebes
Guerre austro-turque de 1788-1791

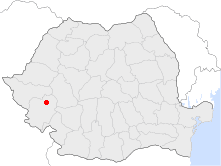
Localisation de Caransebeş en Roumanie actuelle

La bataille de Karánsebes (hongrois : Karánsebesi csata ; allemand : Rückzug von Karánsebes ; roumain : Bătălia de la Caransebeș ; turc : Şebeş Muharebesi) est un épisode probablement apocryphe de la guerre austro-turque de 1788-1791 survenu dans la nuit du 17 et 18 septembre 1788, durant laquelle l'armée autrichienne de Joseph II se serait infligée elle-même une grave défaite.

## Sources
La première mention de la bataille remonte à Geschichte des 18ten Jahrhunderts und des 19ten bis zum Sturz des französischen Kaiserreichs (Histoire des XVIIIe et XIXe siècles jusqu'à la chute de l'Empire français) de l'historien allemand Friedrich Christoph Schlosser, publié en 1843, 55 ans après l'incident. Cet ouvrage renvoie à l’Austrian Military Magazine de 1831 pour une description plus complète :

« Un récit détaillé de la singulière histoire de cette marche nocturne et de ses conséquences n'appartiendrait pas à la province de l'histoire générale ; on le trouvera cependant à la fois authentique et complet dans l’Austrian Military Magazine de 1831. »

La première description détaillée de cette bataille se trouve dans le livre de l'écrivain autrichien Anton Johann Gross-Hoffinger (de) Geschichte Josephs des Zweiten (Histoire de Joseph II), publié 59 ans après son supposé déroulement, et c'est celle que reprennent la plupart des auteurs.

## Déroulement supposé
L'armée autrichienne, forte de 100 000 hommes se trouve aux marches de son empire, près de la ville de Karansebes (aujourd'hui Caransebeș en Roumanie). L'avant-garde de l'armée, un contingent de hussards, traverse la rivière Timiș en éclaireur pour voir si l'armée turque approche. Ils y trouvent des roulottes de Gitans qui leur proposent des femmes et du schnaps contre de l'argent. Les hussards profitent de l'occasion pour tout rafler, au détriment des fantassins qui les suivent. Ils refusent de partager avec eux l'alcool, à un point tel qu'ils entreprennent une fortification improvisée du camp et qu'ils en chassent l'infanterie.
Une dispute éclate dès lors et un soldat excité tire un coup de feu. Une bataille se déclenche dans l'obscurité. Certaines unités de l'infanterie s’écrient alors « Des Turcs ! Des Turcs ! ». Les hussards, croyant à la présence de Turcs, s'enfuient. Des officiers désireux d'arrêter les heurts crient « Halte ! Halte ! », mais certains l'interprétèrent comme des Turcs chargeant au nom d'Allah. Dans le camp se trouvent des chevaux de trait, qui sont effrayés par les bruits. Un officier pense alors qu'il s'agit d'une charge turque et ordonne à l'artillerie de bombarder le camp. Le chaos s'installe, le camp de l'armée autrichienne est réveillé en sursaut. Plutôt que d'attendre de comprendre la situation, les soldats fuient dans tous les sens. La panique est telle que les tirs fusent vers la moindre ombre qui se profile. Le paroxysme est atteint lorsque l'armée doit faire retraite devant un ennemi imaginaire. La débâcle est telle que l'empereur autrichien Joseph II, chef des armées, a été renversé de son cheval et est tombé dans un ruisseau.
L'armée turque, arrivant sur place, y aurait trouvé 10 000 morts et blessés ; selon d'autres auteurs, les pertes réelles n'auraient pas dépassé 150 personnes.